# Bardstown
Bardstown è una città dello stato americano del Kentucky, nella contea di Nelson.